# Stronnictwo Ludowe „Wola Ludu“
Stronnictwo Ludowe „Wola LudU“ (dt.: Bauernpartei „Volkswille“, kurz SL) war 1944 bis 1948 eine kommunistische Blockpartei in Polen.

## Geschichte
1944 spalteten sich einige kommunistische Mitglieder unter dem Namen „Wola Ludu“ (dt. Volkswille) aus der Bauernbewegung ab. Daraus entstand die Stronnictwo Ludowe „Wola Ludu“, die in der Parteienstruktur des kommunistischen Polens die Funktion hatte, die Landbevölkerung in die neue kommunistische Diktatur einzubinden.
Im November 1944 trat die Partei in die neu geschaffene Zentrale Verständigungskommission der demokratischen Parteien (Centralna Komisja Porozumiewawcza Stronnictw Demokratycznych) ein, die die Hegemonie der PPR über die anderen Parteien sicherstellen sollte.
Die SL erhielt in der PKWN das Landwirtschaftsressort. Minister war Andrzej Witos. Zur Kontrolle war der Vizechef des Ministeriums ein Mitglied der PPR. Ein wesentliches Thema dieses Politikfeldes war die Bodenreform. Der SL sprach sich dafür aus, mit einer Bodenreform zu warten, bis nach einem Sieg auch die von den zu vertreibenden Deutschen erbeuteten deutschen Ostgebiete zur Verteilung bereit stünden. Die PPR hingegen war daran interessiert, so schnell wie möglich vielen Bauern Land zukommen lassen und setzte eine sofortige Verteilung des enteigneten Grundbesitzes in den von der Roten Armee kontrollierten Gebieten durch. Dies war eine taktische Maßnahme: Das eigentliche Ziel der PPR war eine Kollektivierung der Landwirtschaft, die von der SL abgelehnt wurde.
Als Ergebnis dieser Diskussion wurde Witos als Minister entlassen und die Parteizeitung „Zielony Sztandar“ beschlagnahmt. Die PPR fürchtete um ihre Hegemonie über die SL. Bolesław Bierut bezeichnete die SL auf der Politbürositzung der PPR am 9. Oktober 1944 als „Feind“ und vertrat die These die SL nähme „Merkmale der Opposition“ an.
Auf Seiten der SL wehrte sich Stanisław Kotek-Agroszewski gegen die Maßnahmen der Zensurbehörde und kritisierte die Hegemoniebestrebung der PPR. Die SL wurde daraufhin gezwungen, ihn mittels eines SL-Parteigerichtes, dass aus PPR-treuen Personen bestand, ihn aus seinen Parteiämtern zu entfernen. Möglich war dies, da die PPR eigene Mitglieder in die Blockparteien entsandt hatte, die dort die Kontrolle der PPR sicherstellen sollten. Das dritte Mitglied der SL in der PKWN war Jan Czechowski.
Mit der Zulassung der PSL am 22. August 1945 änderte sich die Situation für die SL grundlegend. Die PPR hatte zunächst versucht, eine Fusion der beiden Bauernparteien herbeizuführen. In der gemeinsamen Partei sollten die Ämter paritätisch verteilt werden. Stanisław Mikołajczyk lehnte eine solche Parität aufgrund der unterschiedlichen Größe der Parteien zunächst ab. Trotz der Propaganda der PPR, Mikołajczyk hätte die Einheit der Bauernbewegung geopfert, wuchs die PSL rasant, die SL verfiel jedoch zusehends.
Nun wechselte die PPR die Strategie: Eine Fusion der Bauernparteien, in der die SL marginalisiert werden würde, wurde nicht mehr betrieben. Stattdessen diente die Schwäche der SL der Kontrolle der PPR über sie. Ihre Funktionen und Mandate durfte sie behalten.
Nach den Erfahrungen der Wahlen in Ungarn im November 1945, in der die Bauernpartei 57 % der Stimmen erhalten hatte, entschieden sich die sozialistischen Machthaber bei der ersten Wahl zum Nachkriegs-Sejm am 19. Januar 1947 auf massive Wahlfälschung zu setzen.
Zunächst versuchte die PPS die PSL dazu zu zwingen einer „Wahl“ nach Einheitslisten zuzustimmen. Dort sollten PPR, PPS, PSL und SL jeweils 20 % und SP und SD jeweils 5 % der Mandate erhalten. Da dies eine Zweidrittelmehrheit für die Kommunisten und ihre Vasallen bedeutet hätte, war dies für die PSL nicht hinnehmbar.
Also trat ein Vierer-Block aus PPR, PPS, SL und SD gegen die PSL und SP an. PPR und PPS sollten 32 %, SL 25 % und SD 10 % der Mandate erhalten. Die Wahlen sollten so gefälscht werden, dass die Opposition 15 % erhielte. Stalin änderte die Ergebnisse noch ab: Nun entfielen auf PPR und PPS je 31 %, SL 27 % und SD 11 %. Nach massiven Wahlfälschungen wies das offizielle Endergebnis 80,1 % für den „Demokratischen Wahlblock“, 10,3 % für die PSL und 4,7 für die SP aus. Die SL erhielt nach diesem Wahlergebnis 109 Sitze im Sejm.
Bei der Präsidentschaftswahl in Polen 1947 unterstützen die Abgeordneten der SL (wie die anderen Parteien des Blocks) Bolesław Bierut. Nach der Gleichschaltung der PSL 1948 fusionierten die „Bauernparteien“ zu Zjednoczone Stronnictwo Ludowe (ZSL). Diese Satellitenpartei der Kommunisten wirkte bis zur Wende 1989 in der Nationalen Einheitsfront mit (vergleichbar dem „Demokratischen Block“ in der DDR).